# Vohenstrauß
Vohenstrauß település Németországban, azon belül Bajorországban. Lakosainak száma 7637 fő (2023. december 31.).

## Népesség
A település népessége az elmúlt években az alábbi módon változott:
| Lakosok száma | 1602 | 3548 | 7124 | 7059 | 7810 | 7421 | 7390 | 7377 | 7563 | 7637 |
|               | 1875 | 1950 | 1975 | 1987 | 2012 | 2014 | 2016 | 2017 | 2021 | 2023 |

## Fekvése
Weiden in der Oberpfalztól délkeletre fekvő település.

## Leírása
Vohenstrauß fölött emelkedik az 1586-1593 között épült reneszánsz Friedrichsburg hat tornyával, szépívű homlokzataival.
A városházán elhelyezett helytörténeti gyűjteménye (Heimatmuseum) is érdekes.
A sielőket is vonzzák az itt húzódó 801 méter magas Fahrenberg és a mögötte húzódó 7-800 méter magasságú hegyek.

## Galéria

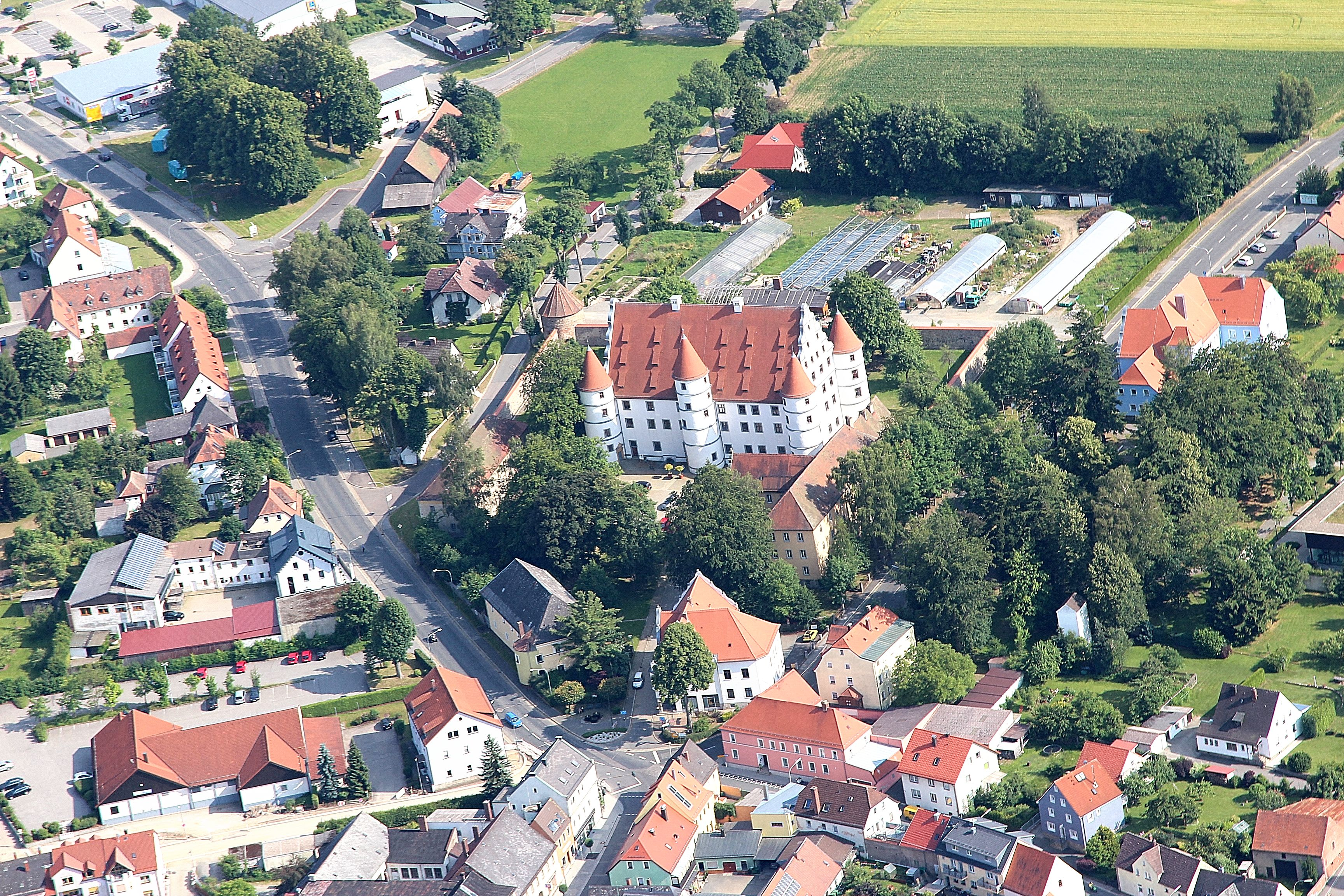
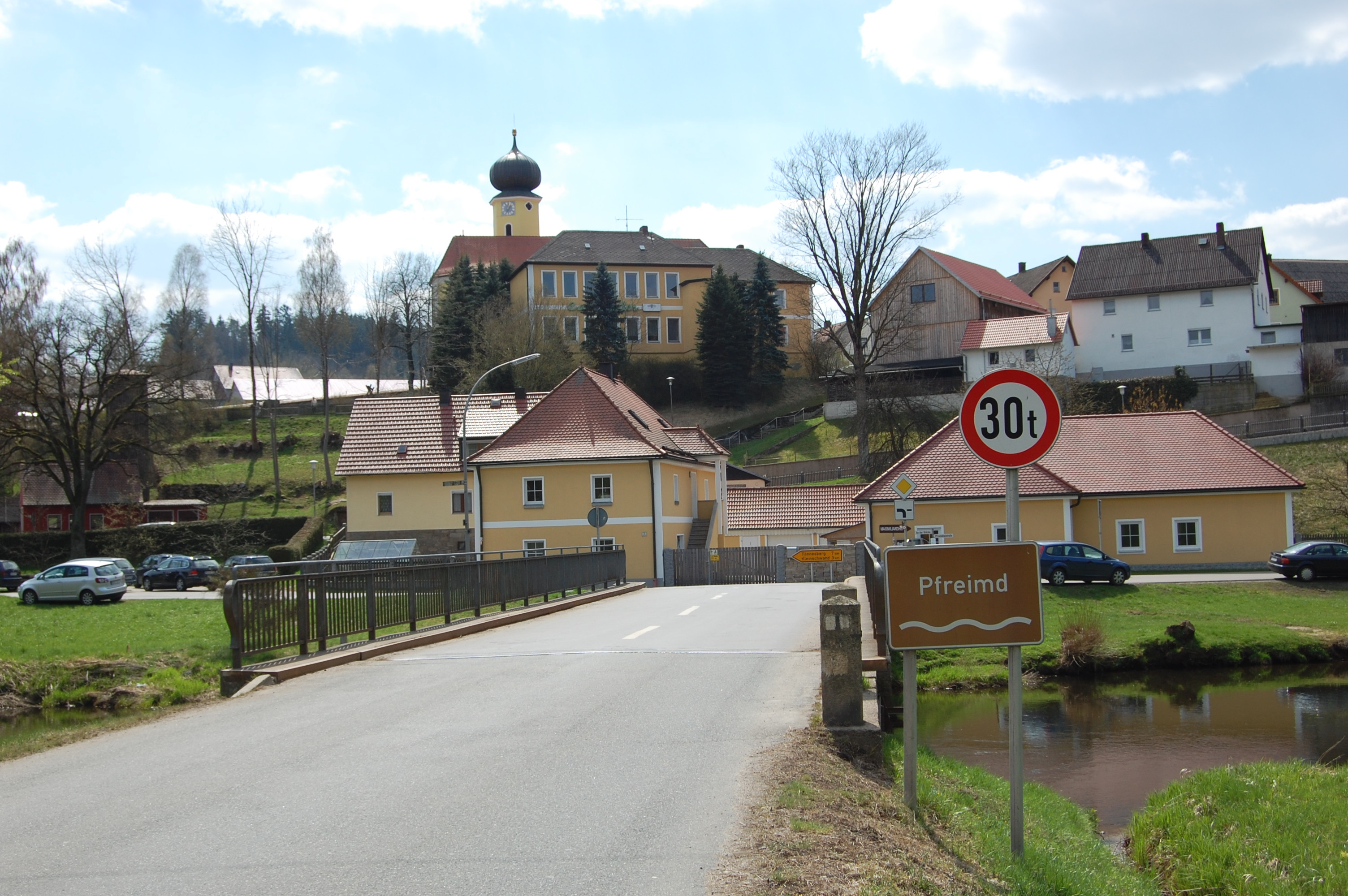
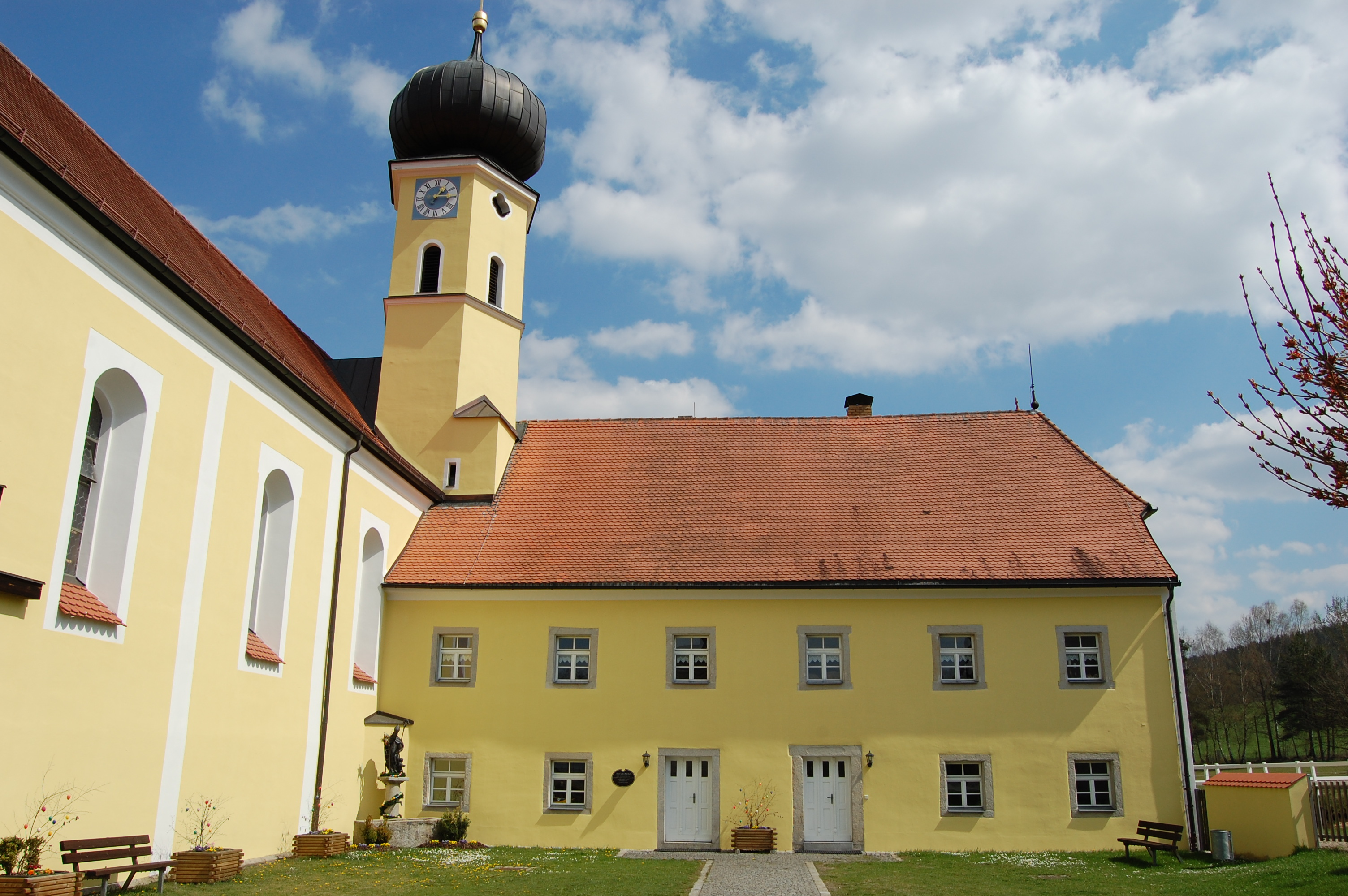
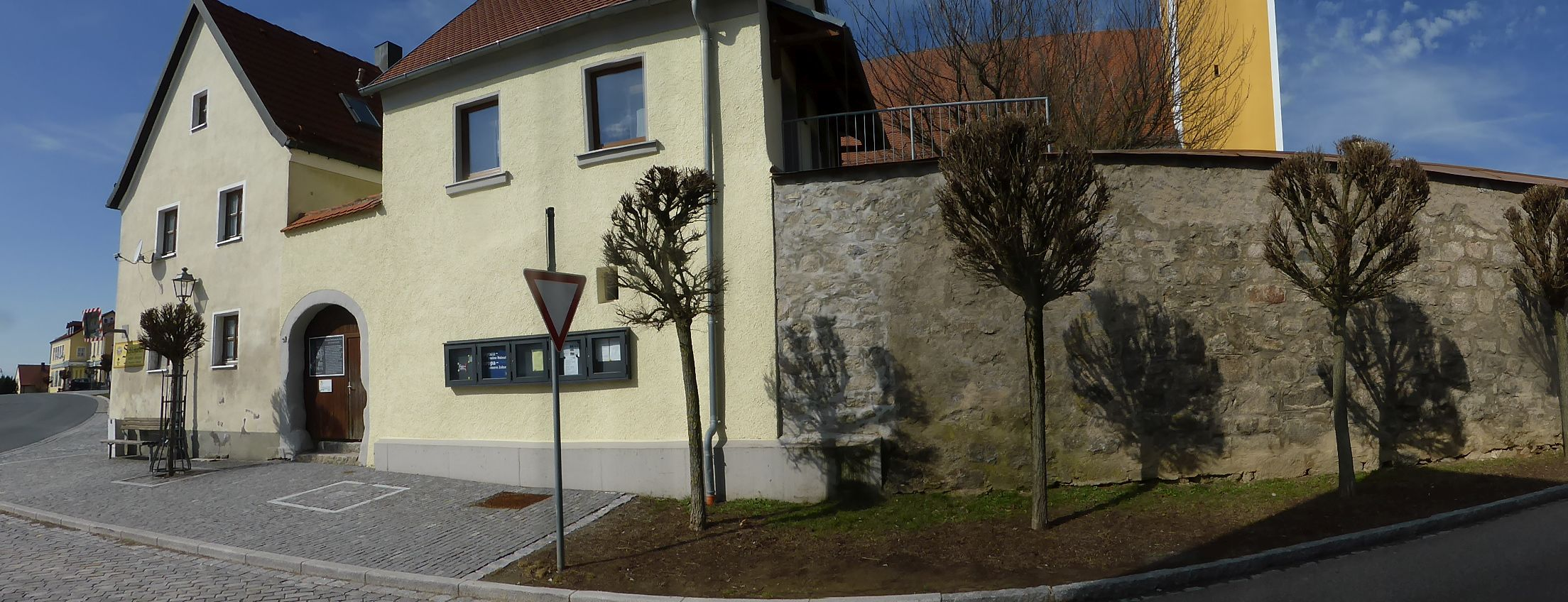